# Alter Jarrah-Baum

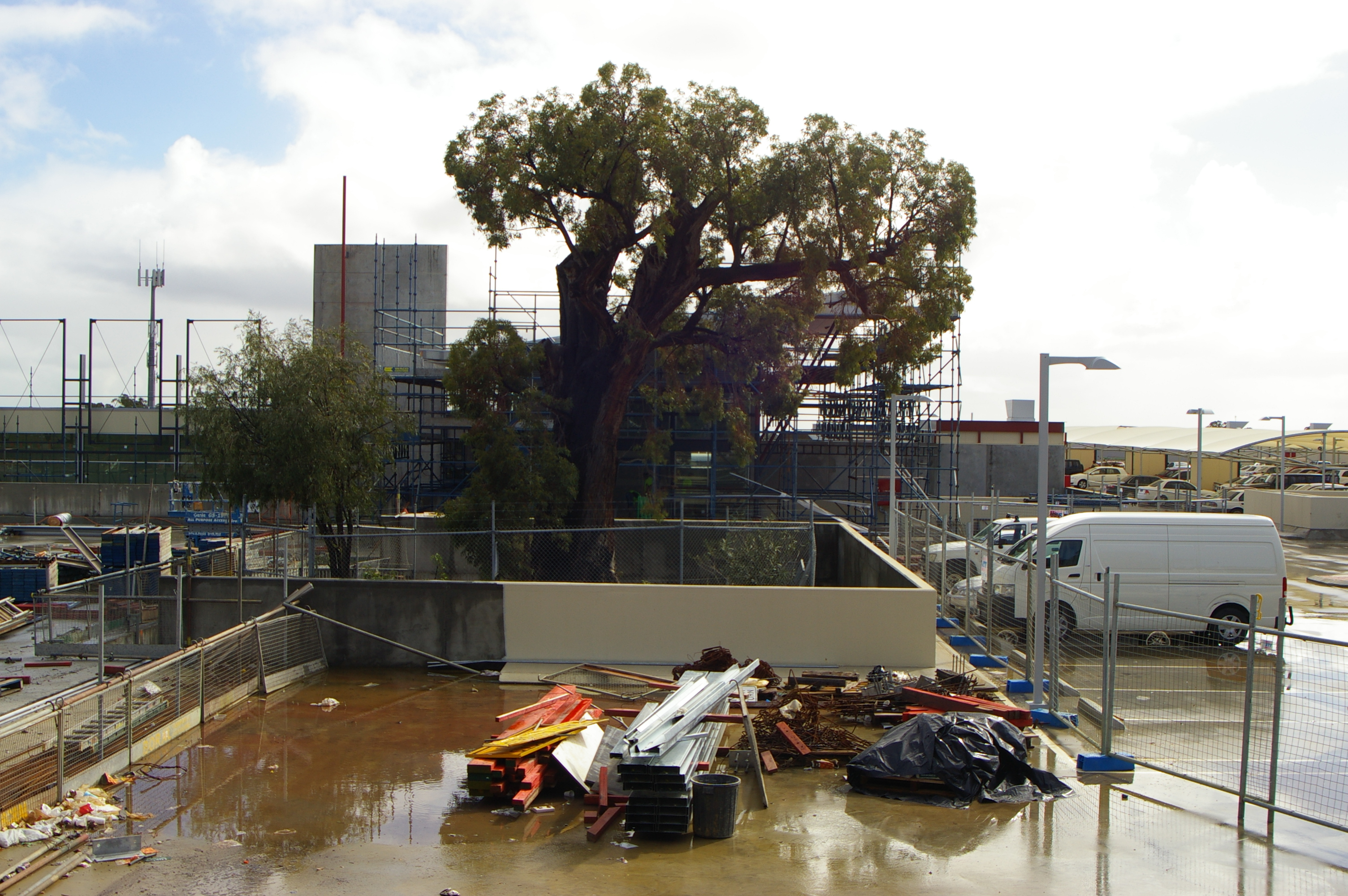
Alter Jarrah-Baum

Der Alte Jarrah-Baum ist ein außergewöhnlich großer und alter Eucalyptus marginata (Jarrah) an der Ecke der Dritten Straße und Church Avenue in Armadale, Western Australia. Er wird auf ein Alter von 400 bis 800 Jahren geschätzt. Bäume von solcher Größe sind wegen der extensiven Entholzung des Gebiets im 19. Jahrhundert im und um das Stadtgebiet von Perth selten. Der Baum ist in ziemlich schlechten Zustand: ungefähr drei Viertel seiner Baumkrone ist tot oder verloren und hat infolge des Beschnitts nicht einmal die Hälfte seiner normalen Höhe. Er wurde 1977 durch Vandalen entrindet und hat darauf mit der Herausbildung zahlreicher epikormischer Knospen an seiner Nordseite reagiert. Trotz dieser Probleme gilt er als in einem stabilen Zustand.
Versuche, den Baum zu zerstören, wurden zweimal von Gemeinschaftsgruppen vereitelt, in den Jahren 1987 und 1997. Im Jahre 1997 wurde eine Schutzverordnung für den Baum erlassen, nachdem der Minister für Kulturerbe 1.147 Petitionen erhielt, die darum baten, dass er gerettet wird. Er ist jetzt Teil des Bicentennial Heritage Tree Trail und ist sowohl in das Register der Erbegebiete des Heritage Council of Western Australia als auch in das Baumregister des National Trust of Australia (Western Australia) aufgenommen. Er ist einer der drei Bäume der Baumgruppen Western Australias, die im Erbe erfasst werden sollen.

## Referenzen
- Heritage Council of Western Australia: Jarrah Tree, Armadale. (PDF) In: Register of Heritage Places - Assessment Documentation. 1997, archiviert vom Original am 4. Februar 2012; abgerufen am 13. Mai 2006 (englisch).

## Weitere Lektüre
- Powell, Robert James. and Emberson, Jane (compilers) 1978 An old look at trees : vegetation of south-western Australia in old photographs Perth: Campaign to Save Native Forests (W.A.), 1978. ISBN 0959744932